# 티플러 원통
티플러 원통(Tipler cylinder)은 이론상 시간 여행이 가능한 가설적인 물체이다. 티플러 원통의 길이를 무한하게 하거나 음의 에너지가 존재한다면 과거로 시 여행을 가능하게 해준다.

## 이론적 발견
티플러 원통은 1924년에 코르넬리우스 란초스와 1936년 윌리엄 제이콥 반 스토쿰 두 사람이 각각 일반 상대성이론의 방정식 중 한 해를 구하던 중 발견했다. 하지만, 1974년 프랭크 티플러가 이 원통을 자세히 분석하기 전까지는 닫힌 시간 곡선을 만들 수 있는 물체임을 알지 못했다. 티플러는 1974년 그의 논문 "회전하는 원통과 전역 인과관계 위반의 관계에 대하여"에서 무한한 길이의 커다란 원기둥이 긴 방향을 축으로 하여 빠른 속도로 회전하면 그 주변 시공간에 틀 끌림 현상이 발생한다는 것을 밝혀냈다. 이 틀 끌림 효과로 시공간이 휘어지면서 원통 가까이 공간의 광추가 기울어지며 광추의 일부 경계선이 축의 시공간을 향해 뒤로, 즉 과거 방향으로 기울어지게 된다. 따라서, 적절한 방향으로 우주선을 가속시키면 닫힌 시간 곡선(CTC)을 통해 과거로 시간 여행을 할 수 있다.
닫힌 시간 곡선은 준 리만 다양체의 물리적 시공간 형태로 해석할 수 있는데, 할아버지 역설과 같은 인과관계 역설을 일으킬 수 있다. 이 역설은 노비코프 자기일관성 원칙과 같은 요소를 도입하면 해결할 수 있다. 이러한 닫힌 시간 곡선은 일반 상대성이론의 몇몇 특수한 해에서 나타나는데, 대표적인 예로는 커 계량 등이 있다.

## 실현 가능성
티플러 원통의 실현가능성에 대해 처음으로 부정한 사람은 스티븐 호킹이다. 그는 일반 상대성이론에 따르면 음의 에너지와 같은 별난 물질이 존재하지 않는 약한 에너지 조건을 만족하는 유한한 공간 내에서는 과거로 가는 타임머신을 만들 수 없다는 것을 증명하였다. 그런데 티플러 원통은 음의 에너지를 포함하지 않았다. 티플러가 처음 계산했던 원래 해는 수학적으로 분석하기 더 쉽게 무한한 길이의 원통으로 가정하고 계산했다. 또한 티플러는 원통의 회전 속도가 충분히 빠르면 유한한 길이의 원통에서도 닫힌 시간 곡선을 만들 수 있다고 주장했지만 이를 수학적으로 증명하지는 않았다. 하지만 호킹은 "양의 에너지만을 가지고는 이 타임머신을 작동할 수 있을 것이라고는 생각하지 않는다! 난 유한한 타임머신을 작동시키기 위해서는 음의 에너지가 반드시 필요함을 증명할 수 있다."라고 말했다. 또한 호킹은 1992년 "Chronology Protection Agency"이라는 제목의, 연대 보호 추측에 대한 논문으로 이에 대하여 대략적으로 증명하기도 하였다. 이 논문에서 호킹은 "곡률의 특이점 없이 인과관계 위반이 일어나는 경우"에 대해서 검토하고 "콤팩트하게 만들어지고 전역적인, 완전하지 않은 닫힌 무의미한 측지선(closed null geodesics)이 포함되어 있는 코시 지평선이 있다고 가정해 보자. 로런츠 변환을 통한 기하학적 량을 정의할 수 있는데, 여기서 닫힌 무의미한 측지선의 둘레는 계속 증가한다. 만약 비연속적인 최초의 평면 위에서 인과관계 위반이 발생한다면 약한 에너지 조건의 평균값은 코시 지평선과 어긋나게 된다"라고 말하며 증명했다.

## 픽션의 언급
- 비쥬얼 노벨 Steins;Gate에서는 시간여행 장치로써의 티플러 원통에 대해 언급한다.

## 참고 문헌
- Frank Jennings Tipler, Causality Violation in General Relativity, Ph.D. thesis at the University of Maryland, College Park (1976). Source: Dissertation Abstracts International, Vol. 37-06, Section B, pg. 2923. Also available as Dissertation 76-29,018 from Xerox University Microfilms, Ann Arbor, MI.
- Penrose, Roger. "The Question of Cosmic Censorship." Journal of Astrophysics and Astronomy Vol. 20 (September, 1999): 233.
- Wald, Robert (ed). Black Holes and Relativistic Stars. University of Chicago Press, 1998. ISBN 0-226-87034-0